# Prémio Théophile De Donder
O Prémio Théophile De Donder é um galardão criado em 1958 pela Académie royale des sciences, des lettres et des beaux-arts de Belgique.
Este prémio bienal, criado para homenagear Théophile de Donder (1872-1957), distingue a melhor trabalho original no campo da Física matemática

## Laureados[2]
- 1960 — Radu Constantin Balescu
- 1963 — Michel Cahen
- 1966 — Pierre Résibois
- 1969 — Grégoire Nicolis
- 1972 — Claude George
- 1975 — Alkiviadis Grecos
- 1978 — Guy Dewel
- 1978 — Claude Truffin
- 1981 — Mohammed Malek-Mansour
- 1984 — Baron Marc Henneaux
- 1987 — Pierre Gaspard
- 1990 — Pascal Nardone
- 1993 — Ioannis Antoniou
- 1996 — Hiroshi Hasegawa
- 1999 — Gonzalo Ordonez
- 2002 — Pierre Bielavsky
- 2005 — Laurent Houart
- 2008 — Riccardo Argurio